# Чирко-Массимо (станция метро)
Чирко-Массимо (итал. Circo Massimo) — станция линии B римского метрополитена. Открыта в 1955 году.

## Окрестности и достопримечательности
Вблизи станции расположены:
- Палаццо ФАО, штаб-квартира Продовольственной и сельскохозяйственной организации ООН
- Аксумский обелиск до 2002 года
- Большой цирк
- Капенские ворота
- Термы Каракаллы
- Холм Авентин
- Римский розовый сад
- Район Сан-Саба

### Церкви
- Санта-Бальбина
- Санта-Сабина
- Сант-Алессио
- Санта-Приска
- Сан-Саба
- Сан-Грегорио-Маньо на Целии

## Наземный транспорт
Автобусы: 75, 81, 118, 160, 628.
Трамвай: 3.